# 수원 청련암 아미타회상도
수원 청련암 아미타회상도(水原 靑蓮庵 阿彌陀會上圖)는 대한민국 경기도 수원시 장안구 조원동 청련암에 있는 조선시대의 불화이다. 2009년 5월 21일 경기도의 문화재자료 제146호로 지정되었다.

## 개요
아미타회상도(阿彌陀會上圖)는 아미타부처가 극락세계에서 여러 청중들에게 설법하는 장면을 그린 그림이다. 청련암 아미타회상도는 중앙의 아미타부처를 중심으로 대세지보살과 관세음보살이 양 옆에 협시하고 있고, 그 앞에는 호법신중인 사대천왕이, 그 뒤에는 부처의 제자들을 비롯한 청중들이 배치되어 있다. 조선후기 19세기 후반의 작품으로 채색과 화면구성법 등에서 조선후기 불화 양식을 잘 반영하고 있다.

## 참고 문헌
- 수원 청련암 아미타회상도 - 국가유산청 국가유산포털